# Écoculture
 (novembre 2019).
L’écoculture est une méthode de production diversifiée de produits agricoles, développée à la Ferme du Bec-Hellouin par Charles et Perrine Hervé-Gruyer. Cette méthode s’inspire des principes et valeurs de la permaculture, de l’agroécologie et de l’agroforesterie, avec le but de produire intensivement de la nourriture tout en diminuant l’impact environnemental.